# Du plomb sur Dallas
Pour plus de détails, voir Fiche technique et Distribution.
Du plomb sur Dallas (Plomo sobre Dallas) est un western spaghetti hispano-italien sorti en 1970, réalisé par José María Zabalza.

## Synopsis
Ben Price arrive dans la ville de Tombstone après la mort de son camarade chercheur d'or. Il s'intéresse à un ranch appelé « Tres Cruces », et à son propriétaire, mais malgré ses investigations, il n'obtient aucune information. Un nouveau personnage arrive en diligence, l'ancien propriétaire du ranch « Tres Cruces », Ralston. Price annonce à Ralston la raison de son arrivée en ville : annoncer la mort du fils du propriétaire du ranch « Tres Cruces ». Mais le passé de Ralston apparaît : c'est un homme sans scrupules qui a utilisé la violence et la tromperie pour intimider les éleveurs de bétail locaux, il les a trompés en achetant leurs terres à bas prix puis en les vendant au chemin de fer à un prix plus élevé. Price reste alors discret sur la mine qu'il a découverte, mais Ralston le capture et essaie de le faire parler pour découvrir l'emplacement de la mine, dans lequel il est persuadé que son fils avait des droits. Price parvient à se libérer, à éliminer Ralston et sa bande, et va commencer une nouvelle vie à Tombstone avec Ellen, la chanteuse de saloon.

## Fiche technique
- Titre français : Du plomb sur Dallas[1]
- Titre original espagnol : Plomo sobre Dallas[2]
- Titre italien : Prendi la Colt e prega il padre tuo[3]
- Réalisation : José María Zabalza, sous le pseudo de Charles Thomas[3]
- Scénario : José María Zabalza
- Musique : Ana Satrova
- Production : Rafael Duran, José María Rodríguez pour Procensa[1]
- Photographie : Leopoldo Villaseñor
- Décors : Augusto Lega[2]
- Montage : Luiz Diego Alvarez[2]
- Pays de production :  Espagne,  Italie
- Langue originale : espagnol
- Genre : western spaghetti
- Durée : 88 min
- Dates de sortie : 
  - Espagne : 1970
  - France : Inédit à Paris, distribué en province[1]

## Distribution
- Charles Quiney : Ben Price
- Claudia Gravy : Ellen
- Luis Induni : Ralston
- Guillermo Méndez : shérif[4]
- José Truchado : Burkett
- Juan Cortes : Terry Morse[4]
- Enrique Navarro : ancien rancher
- Javier Rivera
- José Marco : barbier
- César Garcia
- Ricardo Costa : gérant du saloon
- Manuel Rojas : représentant de la compagnie du chemin de fer